# Clubiona unikarta
Clubiona unikarta är en spindelart som beskrevs av Alberto Barrion och James A. Litsinger 1995. Clubiona unikarta ingår i släktet Clubiona och familjen säckspindlar.
Artens utbredningsområde är Filippinerna. Inga underarter finns listade i Catalogue of Life.